# ...Love U
《...Love U》는 김경호의 베스트 음반이자 스페셜 음반이다. 김경호의 과거 소속사인 예당에서 김경호의 허락을 받지 않고 김경호의 예전 연습곡들을 포함해 제목을 바꿔 낸 음반으로, 이 때문에 김경호와 그의 팬클럽이 이 앨범의 불매 운동을 벌이기도 했었다.

## 수록곡
| #   | 제목                                          | 작사   | 작곡   | 편곡   | 재생 시간 |
| --- | --------------------------------------------- | ------ | ------ | ------ | --------- |
| 1.  | 〈너를 사랑해TITLE〉                          | 이승호 | 이승호 | 강린   | 4:33      |
| 2.  | 〈TO.WAR〉                                    | 이승호 | 유주형 | 강린   | 3:06      |
| 3.  | 〈나를 슬프게 하는 사람들〉                   | 강은경 | 이경섭 | 최태완 | 4:20      |
| 4.  | 〈금지된 사랑〉                               | 강은경 | 유승범 | 유승범 | 4:31      |
| 5.  | 〈나의 사랑 천상에서도〉                      | 이경   | 유승범 | 유승범 | 4:26      |
| 6.  | 〈마지막 기도〉                               | 이승호 | 이승호 | 이승호 | 4:32      |
| 7.  | 〈미완의 사랑〉                               | 강은경 | 이성재 | 이현석 | 4:52      |
| 8.  | 〈샤워하는 여자〉                             | 이승호 | 유주형 | 강린   | 3:18      |
| 9.  | 〈이수(離愁)〉                                | 강은경 | 유승범 | 유승범 | 4:34      |
| 10. | 〈DREAM〉                                     | 이승호 | 유주형 | 강린   | 4:03      |
| 11. | 〈꿈을 찾아 떠나〉                            | 이용혁 | 송재우 | 송재우 | 3:42      |
| 12. | 〈슬픈 영혼의 아리아〉                        | 이경   | 유승범 | 유승범 | 4:40      |
| 13. | 〈비정〉                                      | 김태훈 | 강동윤 | 강동윤 | 4:07      |
| 14. | 〈아름답게 사랑하는 날까지 -금지된 사랑 II-〉 | 이경   | 유승범 | 유승범 | 4:45      |